# Probeta (mecánica)
En ciencia de materiales, una probeta es una pieza (generalmente de dimensiones normalizadas), constituida por un determinado material cuyas características se desean estudiar.
La probeta en el ensayo de tracción se sostiene por los dos extremos, a la vez que una fuerza de tracción se aplica a velocidad constante; obteniéndose la curva tensión-deformación:
| Eprouvette | - Lo = Longitud inicial - So = Sección inicial - Do = Diámetro inicial Probetas normalizadas: {\displaystyle Lo=5,65\times {\sqrt {So}}} con (Do=20mm, Lo=100mm) o (Do=10mm, Lo=50mm) |

- Datos: Q11133862